# Associazione Calcio Derthona 1942-1943
Questa pagina raccoglie le informazioni riguardanti l’Associazione Calcio Derthona nelle competizioni ufficiali della stagione 1942-1943.

## Stagione
Nella stagione sportiva 1942-1943 il Derthona ha disputato il girone F del campionato di Serie C. Con 15 punti in classifica ha ottenuto il nono posto.

## Rosa
| N. |                   | Ruolo | Calciatore        |
| -- | ----------------- | ----- | ----------------- |
|    | Italia (bandiera) | P     | Giuseppe Baldi    |
|    | Italia (bandiera) | P     | L. Peluffo        |
|    | Italia (bandiera) | D     | Giovanni Chiesa   |
|    | Italia (bandiera) | D     | Giorgio Poggi     |
|    | Italia (bandiera) | D     | Angelo Raccone    |
|    | Italia (bandiera) | C     | R. Scarabelli     |
|    | Italia (bandiera) | D     | Cesare Zoccola    |
|    | Italia (bandiera) | C     | Roberto Lerici    |
|    | Italia (bandiera) | C     | Armando Massiglia |

| N. |                   | Ruolo | Calciatore       |
| -- | ----------------- | ----- | ---------------- |
|    | Italia (bandiera) | C     | Pasquale Parodi  |
|    | Italia (bandiera) | C     | Secondo Rossi    |
|    | Italia (bandiera) | C     | Luigi Soffrido   |
|    | Italia (bandiera) | C     | G. Villani       |
|    | Italia (bandiera) | A     | Giovanni Bocchio |
|    | Italia (bandiera) | A     | Natale Franzini  |
|    | Italia (bandiera) | A     | Livio Gennari    |
|    | Italia (bandiera) | A     | Gianfranco Testa |
|    | Italia (bandiera) | A     | R. Tufano        |